# Enzyklopädie der Neuzeit
Die Enzyklopädie der Neuzeit (ENZ) ist ein fachwissenschaftliches Nachschlagewerk in 16 Bänden, das 400 Jahre Geschichte von 1450 bis 1850 in etwa 4000 Artikeln beschreibt.

## Geschichte und Beschreibung
Die Enzyklopädie der Neuzeit wurde vom Kulturwissenschaftlichen Institut Essen und Friedrich Jaeger herausgegeben. Die Enzyklopädie der Neuzeit erschien vom Mai 2005 bis zum Oktober 2012 im Verlag J. B. Metzler in Stuttgart. Das Werk interpretiert die Zeit vom Ende des Mittelalters über die Frühe Neuzeit und die Revolutionäre Neuzeit (bis etwa 1850) als eine durchgehende Entwicklung. Die Artikel basieren auf dem zum Zeitpunkt der Abfassung aktuellen Forschungsstand. Thematisch umfasst die Enzyklopädie unter anderem Politik-, Kultur-, Wirtschafts-, Sozial-, Philosophie-, Religions- und Rechtsgeschichte. Die Beiträge umfassen sowohl Überblicks- wie auch spezielle Einzelthemen, nicht jedoch Personenartikel. Die Perspektive ist in diesem Kontext nicht auf Europa beschränkt, sondern berücksichtigt auch die jeweiligen globalen Zusammenhänge der Frühen Neuzeit.
Eine englischsprachige Neubearbeitung erscheint bei Brill unter dem Titel Encyclopedia of Early Modern History, herausgegeben von Graeme Dunphy.

## Bibliografische Angaben
- Enzyklopädie der Neuzeit. Herausgegeben von Friedrich Jaeger im Auftrag des Kulturwissenschaftlichen Instituts (Essen) und in Verbindung mit den Fachherausgebern. Ca. 4000 Artikel. 16 Bände, 10.043 Seiten. Gebunden mit Schutzumschlag im Schuber. J.B. Metzler, Stuttgart 2005–2012, ISBN 978-3-476-01935-6.
  - Band 1: Abendland – Beleuchtung. Metzler, Stuttgart/Weimar 2005, ISBN 978-3-476-01991-2.
  - Band 2: Beobachtung – Dürre. Metzler, Stuttgart/Weimar 2005, ISBN 978-3-476-01992-9.
  - Band 3: Dynastie – Freundschaftslinien. Metzler, Stuttgart/Weimar 2006, ISBN 978-3-476-01993-6.
  - Band 4: Friede – Gutsherrschaft. Metzler, Stuttgart/Weimar 2006, ISBN 978-3-476-01994-3.
  - Band 5: Gymnasium – Japanhandel. Metzler, Stuttgart/Weimar 2007, ISBN 978-3-476-01995-0.
  - Band 6: Jenseits – Konvikt. Metzler, Stuttgart/Weimar 2007, ISBN 978-3-476-01996-7.
  - Band 7: Konzert – Männlichkeit. Metzler, Stuttgart/Weimar 2008, ISBN 978-3-476-01997-4.
  - Band 8: Manufaktur – Naturgeschichte. Metzler, Stuttgart/Weimar 2008, ISBN 978-3-476-01998-1.
  - Band 9: Naturhaushalt – Physiokratie. Metzler, Stuttgart/Weimar 2009, ISBN 978-3-476-01999-8.
  - Band 10: Physiologie – Religiöses Epos. Metzler, Stuttgart/Weimar 2009, ISBN 978-3-476-02000-0.
  - Band 11: Renaissance – Signatur. Metzler, Stuttgart/Weimar 2010, ISBN 978-3-476-02001-7.
  - Band 12: Silber – Subsidien. Metzler, Stuttgart/Weimar 2010, ISBN 978-3-476-02002-4.
  - Band 13: Subsistenzwirtschaft – Vasall. Metzler, Stuttgart/Weimar 2011, ISBN 978-3-476-02003-1.
  - Band 14: Vater – Wirtschaftswachstum. Metzler, Stuttgart/Weimar 2011, ISBN 978-3-476-02004-8.
  - Band 15: Wissen – Zyklizität ; Nachträge. Metzler, Stuttgart/Weimar 2012, ISBN 978-3-476-02005-5.
  - Band 16: Register. Metzler, Stuttgart/Weimar 2012, ISBN 978-3-476-02006-2.